# Wetigau

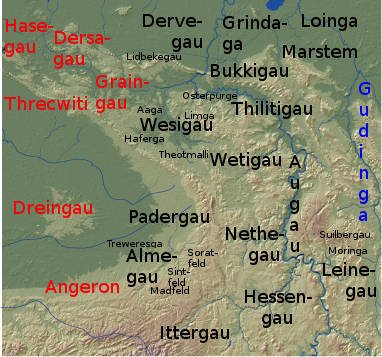
Ungefähre Lage der mittelalterlichen Gaue in Ostwestfalen-Lippe, rot: westfälische Gaue, schwarz: ursprünglich engrische Gaue, blau: ostfälische Gaue.

Pagus Hwetigo in der Gaukarte „TABULA ANGARIAE IN DIOECESI PATERBORNENSI“ des Christian Ulrich Grupen, 1740

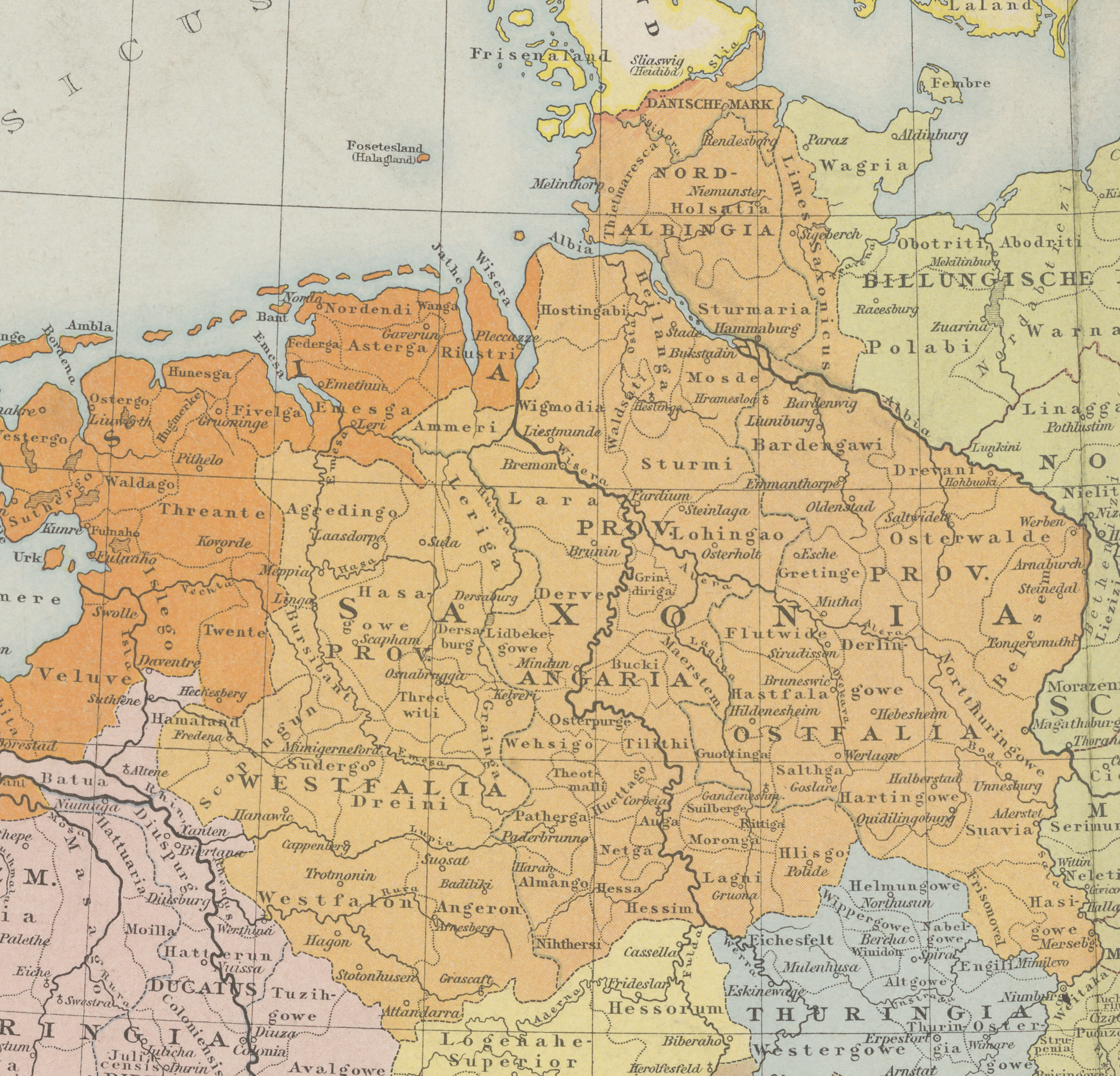
Die klar abgegrenzten mittelalterlichen Gaue des Herzogtum Sachsens um 1000 aus dem Allgemeinen Historischen Handatlas von Gustav Droysen von 1886.

Der Wetigau war ein mittelalterlicher Gau im Raum Schwalenberg in den heutigen Kreisen Lippe und Höxter und gilt als das Stammland der Billunger.

## Abgrenzung
Zu verschiedenen Zeiten wurde die Abgrenzung der mittelalterlichen Gaue unterschiedlich angegeben, zeitweise versuchte man sogar feste Grenzen zu erarbeiten. Heute wird eher die ungefähre Lage angegeben, da zu einem Gau gehörige Orte nur selten und punktuell aus den Quellen hervorgehen.
Der Wetigau grenzte im Westen an den Teutoburger Wald und das Eggegebirge, die im Mittelalter zusammen als Osning bezeichnet wurden, im Nordwesten an den Wesigau um die Werre, im Süden an den Nethegau um die Nethe. Im Osten erreichte er nicht die Weser, entlang der sich von Norden nach Süden Tilithigau und Augau erstreckten.

## Wetigau und Grafschaftsverfassung
Bei diesem Thema ist zu berücksichtigen, dass umstritten ist, ob die fränkische Grafschaftsverfassung im von Karl dem Großen eroberten Sachsen mit der Fläche nach abgegrenzten Grafschaftsbezirken konsequent eingeführt wurde, bzw. bis wann sie dort bestand und ob die Grafschaften den landschaftlichen Gaunamen entsprachen. Sicher ist, dass die Grafschaften von Immunitäts-, Pfalz-, Forst- und Allodialbezirken sowie Marken durchsetzt waren, in denen die Gewalt der Grafen nicht galt. Auch einzelne Personengruppen waren davon ausgenommen.
Betrachtet man den Wetigau als Gaugrafschaft sind folgende Grafen in ihm festzustellen:
- Reithard und Hermann, 889 Grafen im Wetigau, vermutlich Verwandte Ekberts, der mit ihnen als Graf erwähnt wird
- Ekbert, 889 Graf im Wetigau neben Reithard und Hermann
- Hermann Billung († 973), 936 princeps militiae, 940 Graf im Wetigau, seit 953 Markgraf sowie 953, 961 und 966 als Stellvertreter König Ottos I. procurator regis im Herzogtum Sachsen
- Widekind, 1031 Graf im Wetigau
- Hermann, 1043 Graf im Wetigau, Sohn Widekinds
- Heinrich, 1113 Graf im Wetigau, ein Sohn Hermanns, 1043 ersterwähnt (mit seinen Brüdern Bardo und Widekind), 1102 Schirmvogt des Hochstiftes Paderborn und 1113 Vizevogt des Klosters Corvey, † kurz nach 1113
- Volkwin I. († 1125), Heinrichs Sohn
- Widekind I. von Schwalenberg (vielleicht 1101 ersterwähnt, 1113 zusammen mit seinem Vater, † 1137), dessen Bruder, der sich ab 1127 Graf von Schwalenberg nannte

Der Wetigau ging in der Grafschaft Schwalenberg auf.